# Ханжёнково-Северный
Ханжёнково-Северный — жилой посёлок в Советском районе города Макеевки Донецкой области. Находится под контролем самопровозглашённой Донецкой Народной Республики
.

## История
Посёлок начал застраиваться в 1948 году вместе со строительством шахты «Ханженковская-Северная» (сейчас не работает).
На базе этой шахты до начала 1990-х годов работал филиал завода «Топаз» (Куйбышевский район (Донецк)).
Проект строительства новой шахты «Северной» (бывшая «21-бис», «имени 9-й пятилетки») трижды изменялся.
По первоначальному проекту 1956 года на месте нынешней «Северной» строился воздухоподающий ствол для улучшения
проветривания действующей тогда шахты № 21. В 1959 году предполагалась реконструкция шахты № 21. В 1960 году проект
пересматривался, из-за планов строительства шахты с гидроспособом добычи угля. В 1966 году ГП «Макеевуголь»
утвердило новый проект строительства шахты уже с обычной технологией выемки угля.
Шахта была сдана в эксплуатацию 30 декабря 1971 года и получила название «имени 9-й пятилетки». Проектная мощность шахты — 750 тыс. т в год.
Вскоре вместе с соседней шахтой № 21 она была объединена в шахтоуправление, именовавшееся вначале «21-бис», а затем «имени 9-й пятилетки».
В годы независимости Украины название шахты сменили, подчеркнув ее расположение в пределах территориального горного отвода — на «Северную».
В 1959 году построен Дворец Культуры (ДК) имени Маяковского. Первым директором ДК был Билык Павел Семёнович.
Первая школа располагалась в здании сегодняшнего профилактория.
В 1970 году начали застраивать квартал 8. 
Новый детсад № 79 был открыт в 1972 году.
В 1974 году была сдана новая общеобразовательная средняя школа № 1 города Макеевки.
В посёлке действовал завод железобетонных изделий.
С 2003 года строится храм в честь иконы Божией Матери «Целительница» по благословению Митрополита Донецкого и Мариупольского Иллариона. Название для храма предложила учитель общеобразовательной средней школы № 1 Гороховская Галина Алексеевна.
11 марта 2024 года Вооружённые силы Украины (ВСУ) нанесли удар по жилым домам и общеобразовательной средней школе № 1 посёлка.
Троих взрослых и троих детей извлекли из-под завалов жилого дома после обстрела. Одного ребёнка доставили в реанимацию. Обстрел произошел в 16:50. Огонь велся ВСУ со стороны села Архангельское Ясиноватского района Донецкой области. Оттуда по посёлку были выпущены снаряды калибром 155 мм.
После обстрела поселка, весной приехали рабочие из Подмосковья и стали восстанавливать поселок от повреждений.

## География

#### Соседние населённые пункты по странам света
СВ: Новый Свет, Монахово, Новомарьевка, Алмазное, Красная Заря, Новосёловка, Верхняя Крынка
С: Шевченко
СЗ: Петровское, Путепровод
З: Криничная
ЮЗ: город Макеевка
Ю: Орехово
ЮВ: Лесное, Нижняя Крынка
В: —

## Промышленность
Основным действующим предприятием была шахта «Северная» (бывш. «21-бис», «им.9-й пятилетки») ГП «Макеевуголь», которая была закрыта и передана в реструктуризацию осенью 2018 года.

## Социальная инфраструктура
В посёлке расположена общеобразовательная школа № 1 и детский сад № 79 города Макеевки. 
С 2002 года работает комитет самоорганизации населения (КСОН).
В феврале 2009 года в здании детсада открыта амбулатория (филиал поликлиники № 6).
На территории посёлка расположены дворец культуры имени Маяковского, профилакторий, водолечебница, храм в честь иконы Божией Матери «Целительница». 